# Antiguraleus pulcherrimus
Antiguraleus pulcherrimus är en snäckart som beskrevs av Dell 1956. Antiguraleus pulcherrimus ingår i släktet Antiguraleus och familjen kägelsnäckor. Inga underarter finns listade i Catalogue of Life.